# Mark Williams (basketspelare)

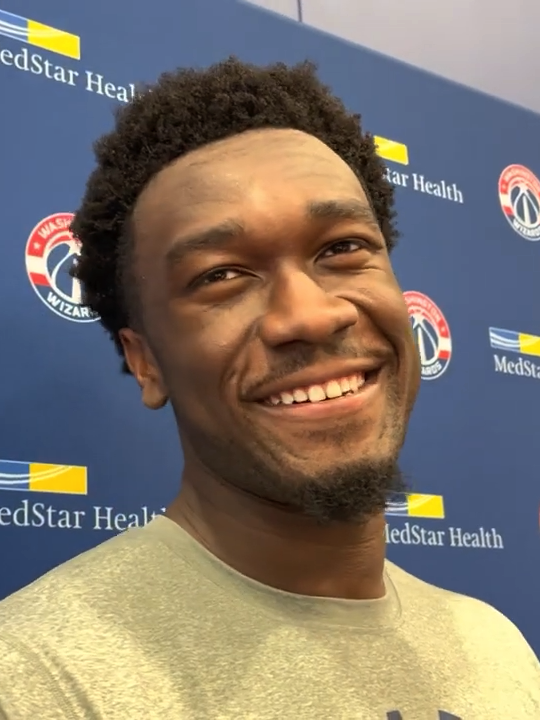
Mark Williams, 2022.

Mark Oluwafemi Williams, född 16 december 2001 i Norfolk i Virginia, är en amerikansk professionell basketspelare (C) som spelar för Phoenix Suns i National Basketball Association (NBA). Han har tidigare spelat för Charlotte Hornets.
Williams draftades av Charlotte Hornets i första rundan i 2022 års draft som 15:e spelare totalt.
Innan han blev proffs studerade Williams vid Duke University och spelade för universitetets idrottsförening Duke Blue Devils.